# Indopacetus pacificus
Il mesoplodonte di Longman (Indopacetus pacificus) era considerato il più raro cetaceo del mondo scoperto recentemente, ma questa posizione ora è stata presa dal mesoplodonte di Travers (Mesoplodon traversii). Questa specie ha avuto una lunga storia enigmatica e non era stata neanche ben identificata, ma ora la maggior parte dei dubbi sono stati risolti. La prima descrizione venne fatta a partire da un cranio ritrovato a Mackay, Queensland, in Australia, ma, invece di considerarlo una nuova specie, alcuni autori insistettero nel considerarlo appartenente ad un mesoplodonte di True o ad una femmina di Iperodonte. Una balena spiaggiata presso Danae, in Somalia, nel 1955, venne trasformata in fertilizzante e ne rimase solamente il cranio, che venne usato dal biologo Joseph C. Moore per dimostrare effettivamente che apparteneva ad una nuova specie. Comunque, ci fu un considerevole dibattito sul fatto di classificare questa balena nel genere Mesoplodon o no. Il prossimo sviluppo importante si ebbe quando uno studio, disponibile qui, mostrò che attualmente conosciamo sei resti di questo cetaceo, inclusa una femmina completa con un feto ritrovata alle Maldive nel 2000. Gli altri resti comprendono un cranio ritrovato in Kenya nel 1968 e due giovani provenienti dal Sudafrica ritrovati rispettivamente nel 1976 e nel 1992. Gli scienziati che pubblicarono questo studio analizzarono il DNA per dimostrare che il mesoplodonte di Longman sembrerebbe appartenere ad un genere indipendente, ma le informazioni sulle altre specie sono troppo scarse per stabilire ogni concreta filogenia. È stato anche rivelato il suo aspetto esteriore ed è stata stabilita una connessione con i mesoplodonti avvistati negli oceani Indiano e Pacifico. Durante la pubblicazione di questi studi, nel giugno 2002, un esemplare originariamente identificato come un berardio si è spiaggiato a Kagoshima, in Giappone. Un altro esemplare ritenuto essere mesoplodonte di Longman che si è spiaggiato in Sudafrica nell'agosto 2002 si è rivelato probabilmente un insolito zifio.

## Descrizione fisica
I mesoplodonti di Longman hanno un aspetto piuttosto simile sia agli zifidi mesoplodonti che agli iperodonti, situazione che ha creato non poca confusione tassonomica. La femmina delle Maldive ha un corpo robusto come le balene dal naso a bottiglia, sebbene questa potrebbe essere una distorsione, dal momento che l'esemplare femmina proveniente dal Giappone, meno decomposto, presenta il corpo compresso lateralmente tipico dei mesoplodonti. Gli esemplari giovani hanno un rostro molto breve simile a quello degli iperodonti, ma le femmine adulte sembra che abbiano rostri piuttosto lunghi inclinati lievemente sotto un cranio poco notevole. Inoltre, le pinne dorsali degli esemplari adulti sembrano insolitamente grandi e triangolari per degli zifidi, mentre nei giovani sono piuttosto piccole e rivolte all'indietro. Un esemplare di maschio adulto spiaggiato non è ancora stato ritrovato, ma gli avvistamenti di questi mesoplodonti indicano che abbiano un melone piuttosto bulboso e due denti situati dietro alla punta del rostro, così come le cicatrici provocate dai denti degli altri maschi durante i combattimenti. Su questo cetaceo sono anche piuttosto comuni le cicatrici provocate dagli squali Isistius brasiliensis. La colorazione piuttosto insolita dei giovani aiuta a mettere in connessione il mesoplodonte di Longman con il mesoplodonte osservati negli oceani pacifico ed indiano; entrambe hanno, dietro allo sfiatatoio, un dorso nero che piano piano, scendendo verso il ventre, si fa prima grigio chiaro e poi bianco. La zona del dorso che non è di colore nero si estende giù fino all'occhio del cetaceo, ad eccezione di una macchia chiara dietro l'occhio, e continua in una linea verso le pinne pettorali, che sono scure. Zone scure sono presenti anche sulla punta del rostro. Le femmine hanno una colorazione più semplice; il corpo è generalmente grigiastro, ad eccezione della testa, che è bruna. Sembra che in questa specie la colorazione sia piuttosto variabile. L'esemplare femmina proveniente dalle Maldive era lunga 6 metri con un feto all'interno di 1 metro, e la femmina giapponese era lunga 6,5 metri. Dagli avvistamenti dei mesoplodonti tropicali sembra che questi animali siano un po' più grandi, sui 7-8 metri, lunghezza più grande di quella di ogni mesoplodonte e più tipica di un iperodonte. Non sono conosciuti né il peso né i dati sulla riproduzione.

## Popolazione e distribuzione
Le carcasse indicano un areale della specie che nell'oceano Indiano va dall'Africa meridionale ed orientale fino alle Maldive, mentre nel Pacifico si estende dall'Australia al Giappone. Comunque, se prendiamo in considerazione anche gli avvistamenti del mesoplodonte tropicale, l'areale di questo cetaceo diventa molto più grande. Sono stati avvistati dal mare Arabico fino alla costa occidentale del Messico. Sono stati visti anche nel golfo del Messico, cosa che indica che siano presenti anche nell'oceano Atlantico tropicale. Le osservazioni più frequenti sono avvenute al largo delle coste delle Hawaii. Sebbene sulle Hawaii non si sia mai spiaggiato nessun esemplare, sembra che là siano piuttosto comuni; un censimento del 2002 stima che vi vivano 766 animali. Per le altre località non esistono altre stime sulla popolazione. Nel 2012, un esemplare è stato avvistato al largo della Sardegna Nord-Orientale. È il quinto esemplare segnalato nel Mediterraneo di cui tre ascrivibili ad esemplari morti nel corso di eventi di spiaggiamento.

## Comportamento
Le osservazioni del mesoplodonte di Longman indicano che essi viaggino in gruppi più numerosi di quelli delle altre Specie locale di zifidi. Le dimensioni dei pod variano da una decina di esemplari fino a 100, sebbene la norma sia tra 15 e 20, e i gruppi sembrano molto compatti. Questi pod si associano frequentemente ad altre specie, soprattutto a globicefali di gray e a tursiopi.
Sono stati visti saltare in superficie e generalmente emettono soffi visibili, ma brevi. Sono state misurate immersioni dai 18 ai 25 minuti.

## Conservazione
Sembra che nessuno di questi cetacei sia mai stato cacciato, sia rimasta intrappolata nelle reti da pesca o sia stata rilevata dai sonar. A causa della loro natura piuttosto riservata, il loro stato di conservazione è sconosciuto.